# The Masquerader
The Masquerader és un curtmetratge estatunidenc escrit i dirigit per Charles Chaplin, estrenat el 1914, durant la seva estada als Keystone Studios. Aquesta pel·lícula és protagonitzada per Chaplin i Roscoe Arbuckle i té una durada de 13 minuts. És la desena pel·lícula dirigida per Chaplin.

## Argument
Charlot es prepara per a un rodatge. L'escenògraf li explica que ha de socórrer el bebè d'una jove mare en el moment exacte en què un terrible personatge blanda el seu ganivet sobre el bressol. Charlot es distreu fora del plató amb joves actrius i oblida entrar en escena. El director, cansat, el fa fora i li prohibeix tornar. Però Charlot es disfressa de dona per entrar a l'estudi. L'endemà apareix una dona estranya i bella per fer una audició per a la pel·lícula: és Charlie disfressat. Després de fer una perfecta suplantació d'una dona, Charlie ha cridat l'atenció del director que contracta la nova "actriu" per a les seves pel·lícules. El director dona a la bella dona el vestidor d'homes on canviar-se. Mentre és allà, Charlie torna al seu vestit de vagabund. Quan el director torna a buscar la dona, troba en Charlie i s'adona que l'han enganyat. Enfadat, el director persegueix a Charlie per l'estudi fins que Charlie decideix saltar al que creu que és un pou d'accessoris. La pel·lícula acaba amb el director i altres actors rient-se de Charlie mentre està atrapat al fons d'un pou real. La trama que implicava un home disfressat de dona va ser força popular a les pel·lícules mudes.

## Revisió
Un crític de Bioscope va escriure:
| « | "Aquí tenim al Sr. Chaplin assajant per a una producció cinematogràfica, en la qual dona una suplantació femenina realment notable. El maquillatge no té menys èxit que la caracterització, i és una prova més de la indubtable versatilitat del Sr. Chaplin. | » |

## Repartiment
- Charles Chaplin: Charlot i una bella estrangera
- Roscoe 'Fatty' Arbuckle: actor
- Chester Conklin: actor
- Charles Murray: director
- Jess Dandi: actor
- Minta Durfee: actriu (la mare del nen)
- Cecile Arnold: actriu
- Vivian Edwards: actriu
- Harry McCoy: actor
- Charley Chase: actor